# Matthias Hansen (borgmester)
 Der er flere personer med dette navn, se Matthias Hansen.
Matthias (Mads) Hansen (1555 – 1628) var en dansk købmand og borgmester i København.
Han var søn af købmand Hans Hansen fra Flensborg. Han blev 1613 rådmand og 1622 borgmester i København, hvilket han var til sin død.
I 1616 opførte han den stadig eksisterende købmandsgård opkaldt efter ham på Amagertorv. Af bygningens rige dekoration kan vi slutte, at Hansen var en velbeslået købmand, hvilket også understøttes af, at hans enke arvede bygningen og kunne leve resten af sit liv i huset. Efter hendes død blev gården arvet af hendes stedsøn, Matthias Hansens eneste søn, Hans Matthiassen Mechlenburg.

## Familie
Matthias Hansen var gift fem gange:
1. med Marine Jörgensdatter Moth
2. med Wendele von Delden
3. med Geske Pedersdatter
4. med Ingeborg Mechlenburg
5. med Ingeborg Leiel Frederiksdatter, der levede endnu 1658, datter af borgmester i Helsingør Frederik Leiel

Hans tredje hustru var vel datter enten af Hans eller af Oluf Mechlenburg, der nævnes i indledningen til Hr Thomles Afhandling eller muligvis af proviantskriver Claus Mechlenburg (død før 1620), gift med Ingeborg Pedersdatter, datter af renteskriver Peder Hansen og gift 2. gang med Claus Thor Straten, borgmester i Køge. Eller, mener andre, het hun Gese Pedersdatter Severinus (31. okt. 1585 København-2. juli 1603 sst.)  og var en datter af Peder Sørensen (Petrus Severinus) (ca. 1641 Ribe-28. juli 1602 København), professor og kgl. livlæge, og Drude Tor Smede (Thorsmede) (19  april 1567 Flensburg-21 . sept. 1610). 
Matthias Hansen og Ingeborg Mechlenburg havde mindst 2 børn, der optog moderens familienavn:
1. Hans Matthiassen Mechlenburg (7. marts 1619 – 2. oktober 1663), rejste længe udenlands og studerede bl.a. i Leiden 1636, siden borger i København. Gift 28. september 1651 med Margrethe Rosenmeyer Henriksdatter (5. september 1630 – 5. april 1666).

a-c) 3 børn, heriblandt 2 sønner, som døde før faderen
d) Ingeborg Margrethe Mechlenburg, gift med Frants  (Frantz) Müller til Gundetved (nu Selchausdal) (d. 1704), sønn av rentemester Henrik Müller (1609 Itzehoe-92) og (Anne?) Sophie Hansdatter posthumt adlet Rosenstierne. Han solgte gården på Amagertorv, da han 1670 udnævntes til kgl. residerende kommissarius i Amsterdam. 1704 får hans enke 300 rigsdaler årlig pension mod at alle prætensioner på, hvad hendes afdøde mand havde haft tilgode fra sit ophold i Holland, skulle bortfalde.
2.  Ingeborg Matthiasdatter Mechlenburg (død 1660) gift 1. gang med Verner Klouman den yngre (død 1657), 2. gang med Peter Holmer (død 1685), begge rådmænd i København.
Desuden var Hansen måske far til Kirsten Madsdatter, som blev en af Christian IV's elskerinder, og som sammen med kongen fik sønnen Christian Ulrik Gyldenløve.